# Giá trị phương Tây

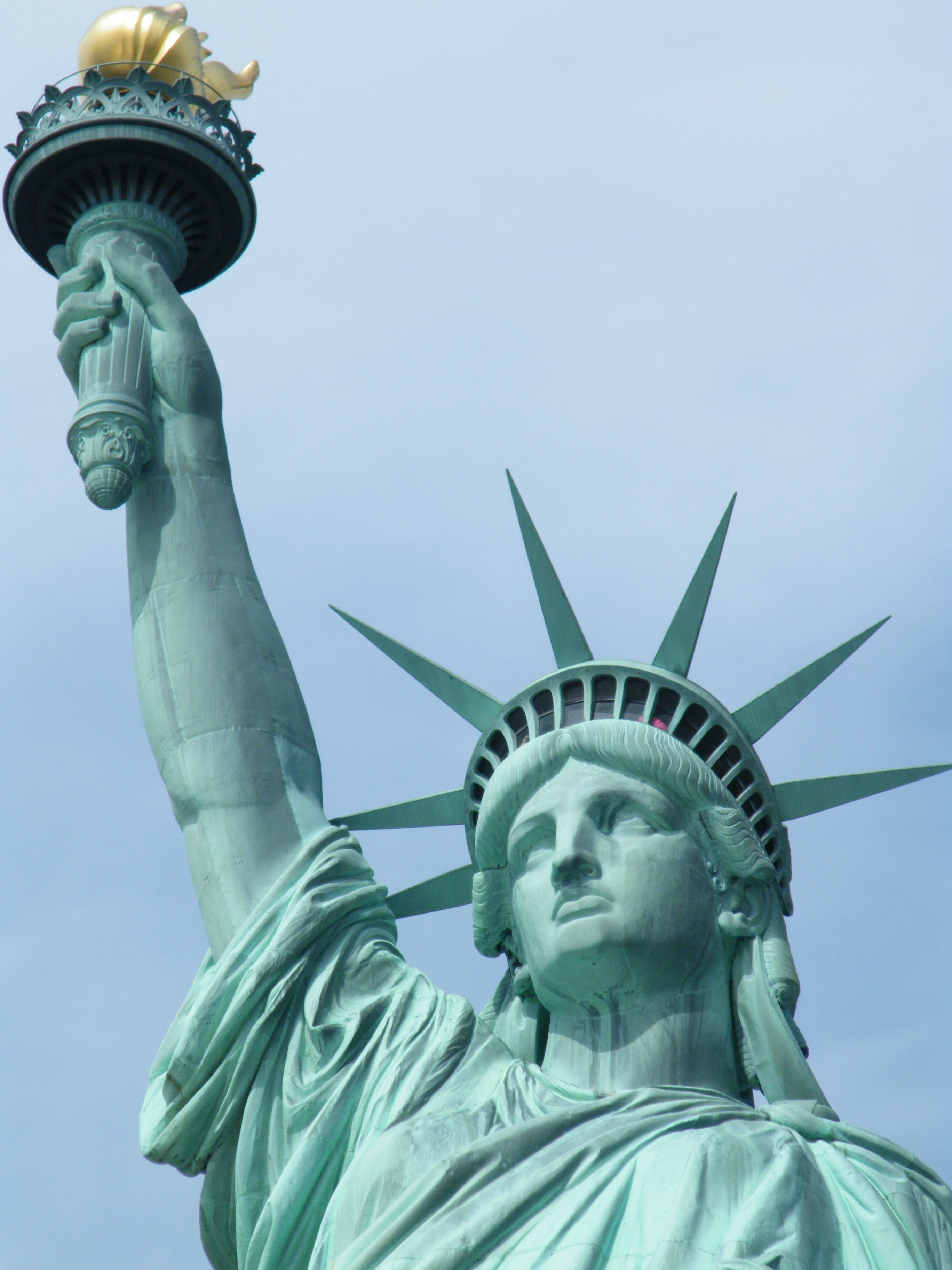
Tượng Nữ thần Tự do ở Mỹ, một biểu tượng cho giá trị phương Tây

Giá trị phương Tây (Western values) là một tập hợp các giá trị gắn liền với thế giới phương Tây với đặc trưng là thường thừa nhận tầm quan trọng của một thứ văn hóa cá nhân và đề cao quyền tự do cá nhân. Ban đầu, giá trị Tây phương thường được coi là có liên quan đến các giá trị Do Thái-Cơ Đốc giáo, mặc dù kể từ thế kỷ 20, giá trị phương Tây thường gắn liền với các khía cạnh chính trị xã hội khác của phương Tây, chẳng hạn như chủ nghĩa tư bản thị trường tự do, chủ nghĩa nữ quyền, dân chủ tự do và di sản của cuộc cách mạng tình dục.

## Dẫn luận
Các giá trị phương Tây đã được áp dụng phổ quát trong lịch sử trên khắp toàn cầu thế giới phần lớn là do sự cai trị của chủ nghĩa thực dân và được hấp thụ do sự thống trị hậu thuộc địa của phương Tây, đồng thời có ảnh hưởng trong diễn ngôn xung quanh và sự biện minh về những hiện tượng này như là sứ mệnh khai sáng văn minh. Điều này đã gây ra một số phản đối đối với các giá trị phương Tây (tâm lý chống phương Tây) và thúc đẩy việc tìm kiếm các giá trị thay thế ở một số quốc gia, mặc dù một số người cho rằng các giá trị phương Tây đã củng cố nỗ lực cải thiện tình hình nhân quyền của các dân tộc ngoài phương Tây. và có tính chất toàn cầu hơn thường được giả định.
Chiến tranh thế giới buộc phương Tây phải tự xem lại mình về việc áp đặt các giá trị của mình cho chính mình, vì chiến tranh nội bộ và sự trỗi dậy của Đức Quốc xã ở Châu Âu, những kẻ công khai phản đối các giá trị phương Tây, đã làm suy yếu những giá trị này rất nhiều; sau Chiến tranh thế giới thứ hai và sự khởi đầu của kỷ nguyên hậu thuộc địa, các thể chế toàn cầu như Liên hợp quốc được thành lập trên cơ sở các giá trị phương Tây. Các giá trị phương Tây đã được sử dụng để giải thích nhiều hiện tượng liên quan đến sự thống trị và thành công toàn cầu của phương Tây, chẳng hạn như sự xuất hiện của khoa học và công nghệ hiện đại. Chúng đã được phổ biến khắp thế giới thông qua một số phương tiện, chẳng hạn như thông qua sự lan truyền của thể thao phương Tây. Sự ngưỡng mộ, sùng cuồng (Cult following), tôn thờ và chạy theo giá trị phương Tây ở cấp độ toàn cầu mà các giá trị phương Tây nắm giữ đã được một số người coi là dẫn đến sự mai một của các nền văn hóa và giá trị phi phương Tây.